# San Marcos (Jalisco)
San Marcos é um município do estado de Jalisco, no México.
Em 2005, o município possuía um total de 3.533 habitantes.